# Mornand-en-Forez
Mornand-en-Forez è un comune francese di 502 abitanti situato nel dipartimento della Loira della regione dell'Alvernia-Rodano-Alpi. Nel territorio comunale il fiume Moingt sfocia nel Vizézy.

## Società

### Evoluzione demografica
Abitanti censiti